# Канал Эльба — Любек
Кана́л Э́льба — Лю́бек (нем. Elbe-Lübeck-Kanal (ELK)) или Кана́л Э́льба — Тра́ве — канал в Германии, в федеральной земле Шлезвиг-Гольштейн.
Соединяет реку Эльба у города Лауэнбург и реку Траве, возле города Любек. Обеспечивает один из путей сообщения Эльбы с Балтийским морем.
Длина канала составляет 67 километров.
Канал существует со средних веков под названием канал Штекниц. Изначально был построен между 1390 и 1398 годами, является одним из старейших каналов в Европе[уточнить]. Канал соединял реку Штекниц, приток Траве, и реку Дельвенау, приток Эльбы. Канал входил в состав Старого соляного пути. Параметры старого канала — 0,85 метра в глубину, 7,5 метров в ширину и 94 километра в длину. Канал обслуживался 17 деревянными шлюзами, некоторые из которых сохранились до настоящего времени.
В 1900 году древний канал был заменён на новый канал Эльба — Любек. Частично канал прошёл по пути старого. Новый канал был спрямлён, существенно была уменьшена длина пути с 94 до 67 километров.